# 왕융 (고려)
왕융(王融, 생몰년 미상)은 고려 초기의 학자로, 광종 당시 과거 제도를 주관하며 광종의 개혁을 도왔다.

## 생애
고려 시대의 문신으로, 광종을 보필하여 개혁 작업을 수행하였다. 특히 후주 출신 귀화인 쌍기와 함께 과거 제도를 주관하여 광종 때부터 성종 때까지 12회에 걸쳐 지공거가 되어 과거 제도를 주관하였다. 광종 6년에 대상으로 임명되어, 후주 세종의 등극을 축하하기 위한 사절단에 선발되어 고려 사신이 되어 후주에 다녀왔다. 쌍기와 함께 광종의 측근으로 개혁작업을 주도하였다. 975년(경종 즉위년) 김부(신라 경순왕)를 상보(尙父) 都省令(도성령)으로 책봉하는 고신(告身)인 김부고서(金傅誥書)에 대광(大匡) 내의령(內議令) 겸(兼) 총한림(摠翰林)으로 기록되어 있다. 981년(경종 6) 대광(大匡) 내의령(內議令) 판총한림(判摠翰林) 겸(兼) 병부령(兵部令)으로서 지곡사 진관선사오공탑비(智谷寺 眞觀禪師悟空塔碑)의 비문을 찬하였다.

## 같이 보기
- 광종
- 쌍기
- 제국의 아침